# ZF Passau

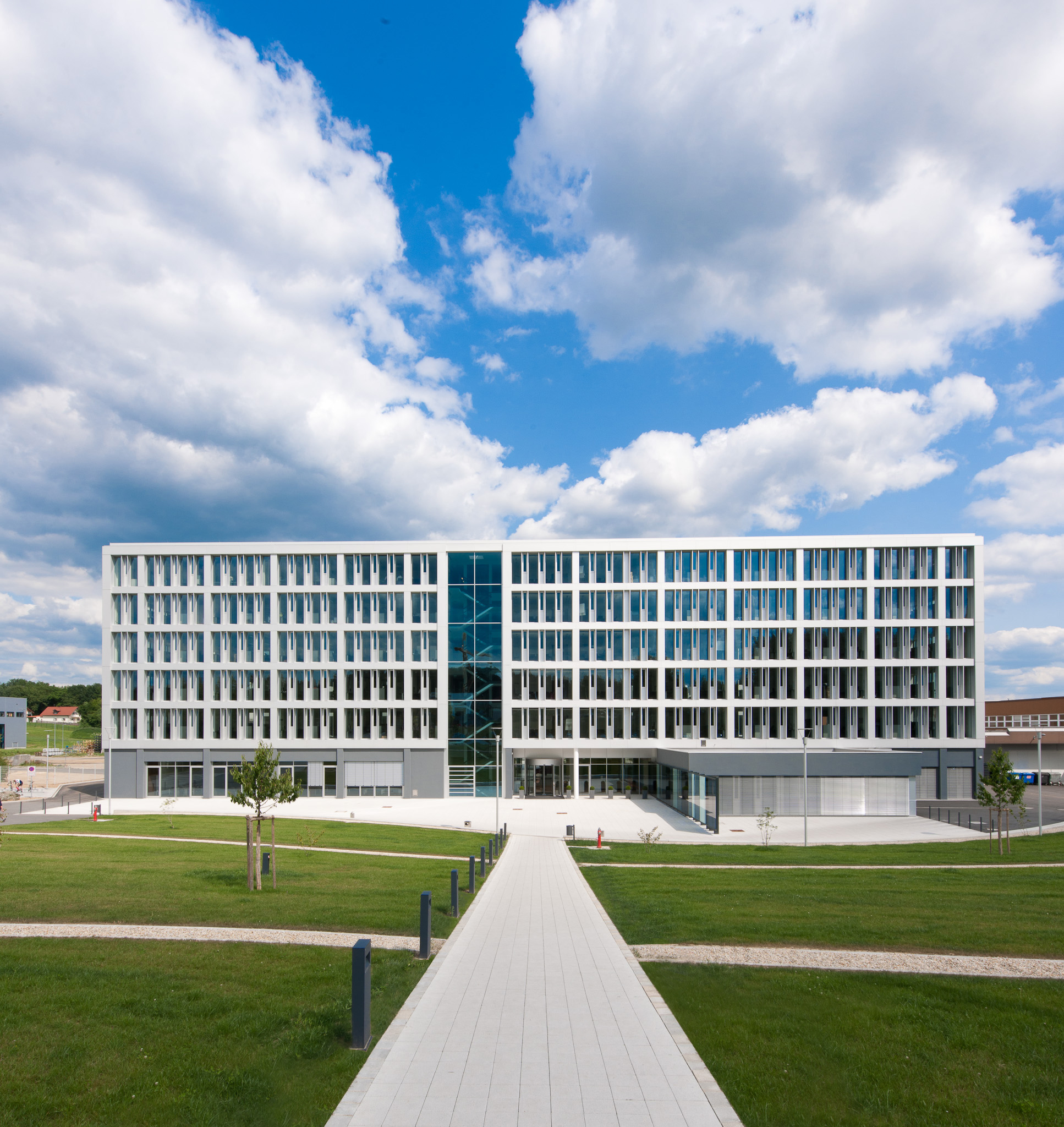
2012 wurde das neue Verwaltungsgebäude am Hauptsitz Patriching bezogen.

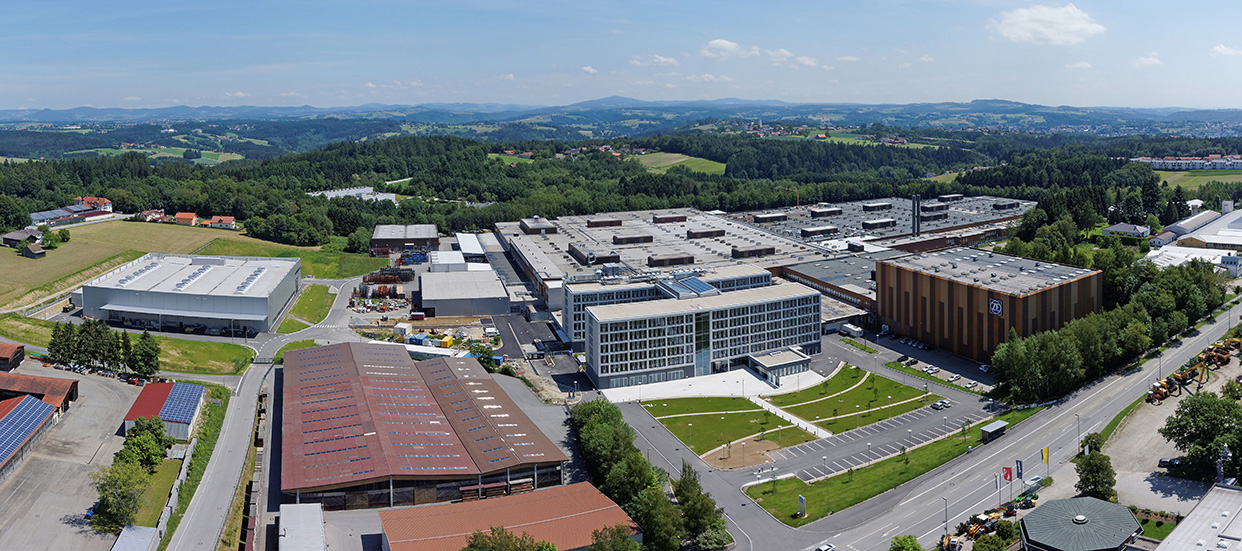
Das Werk 2 von ZF in Passau-Patriching

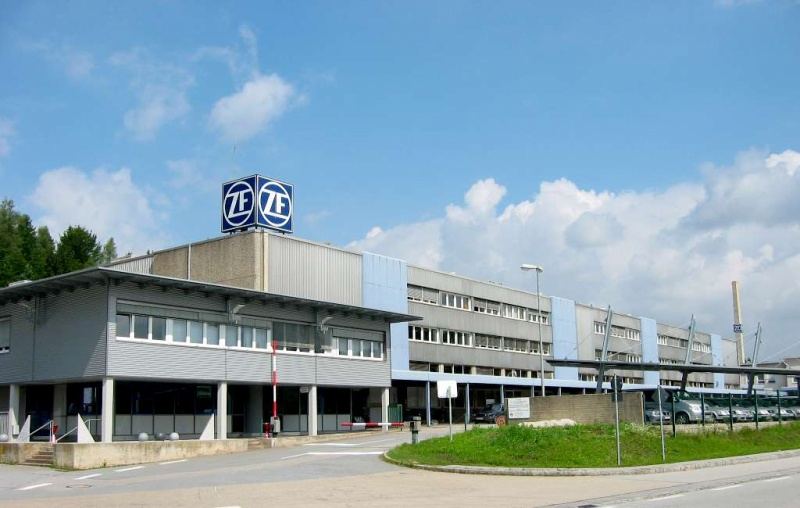
Das Werk 1 von ZF in Passau-Grubweg

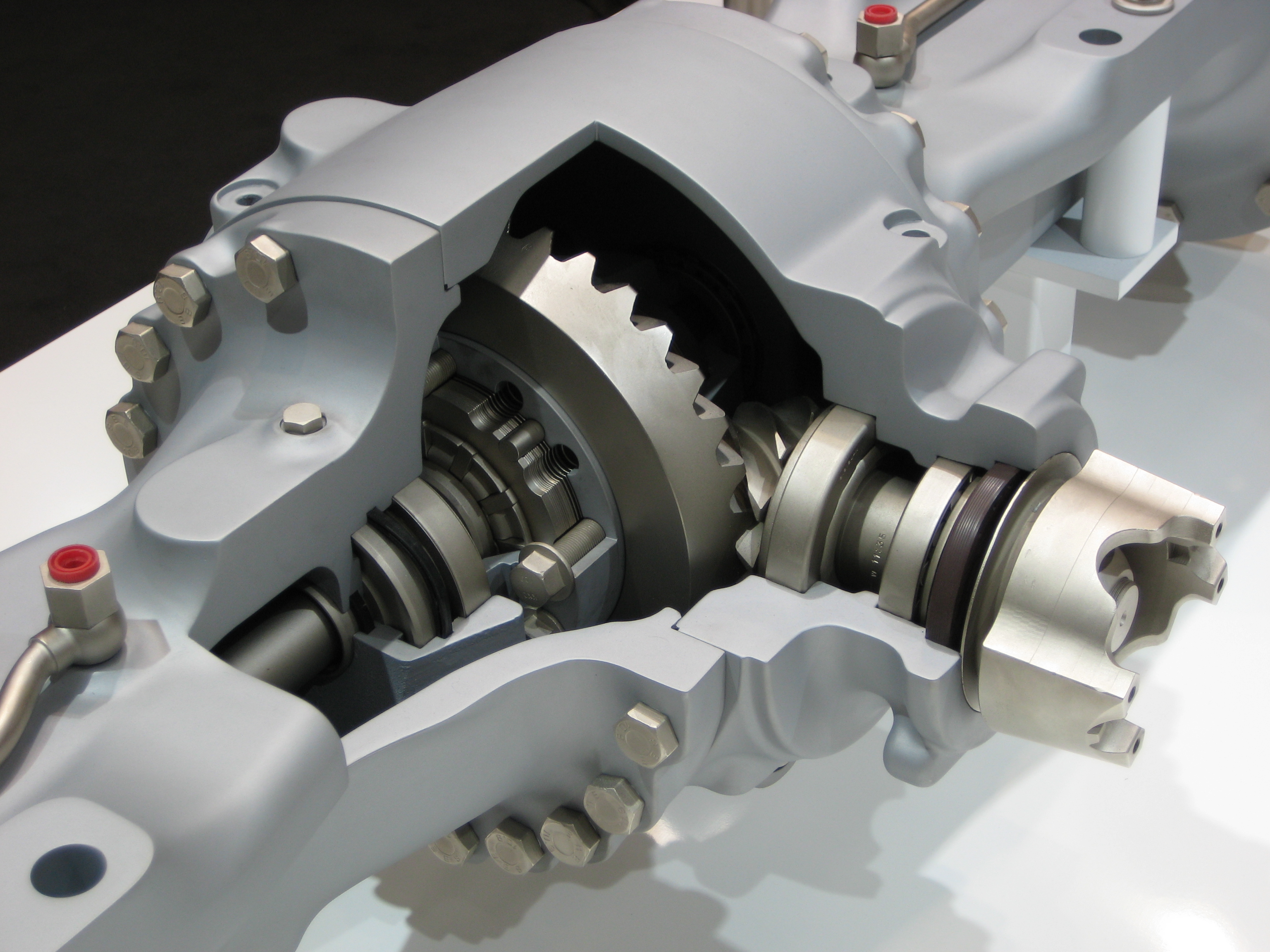
Achstrieb für eine Radladerachse

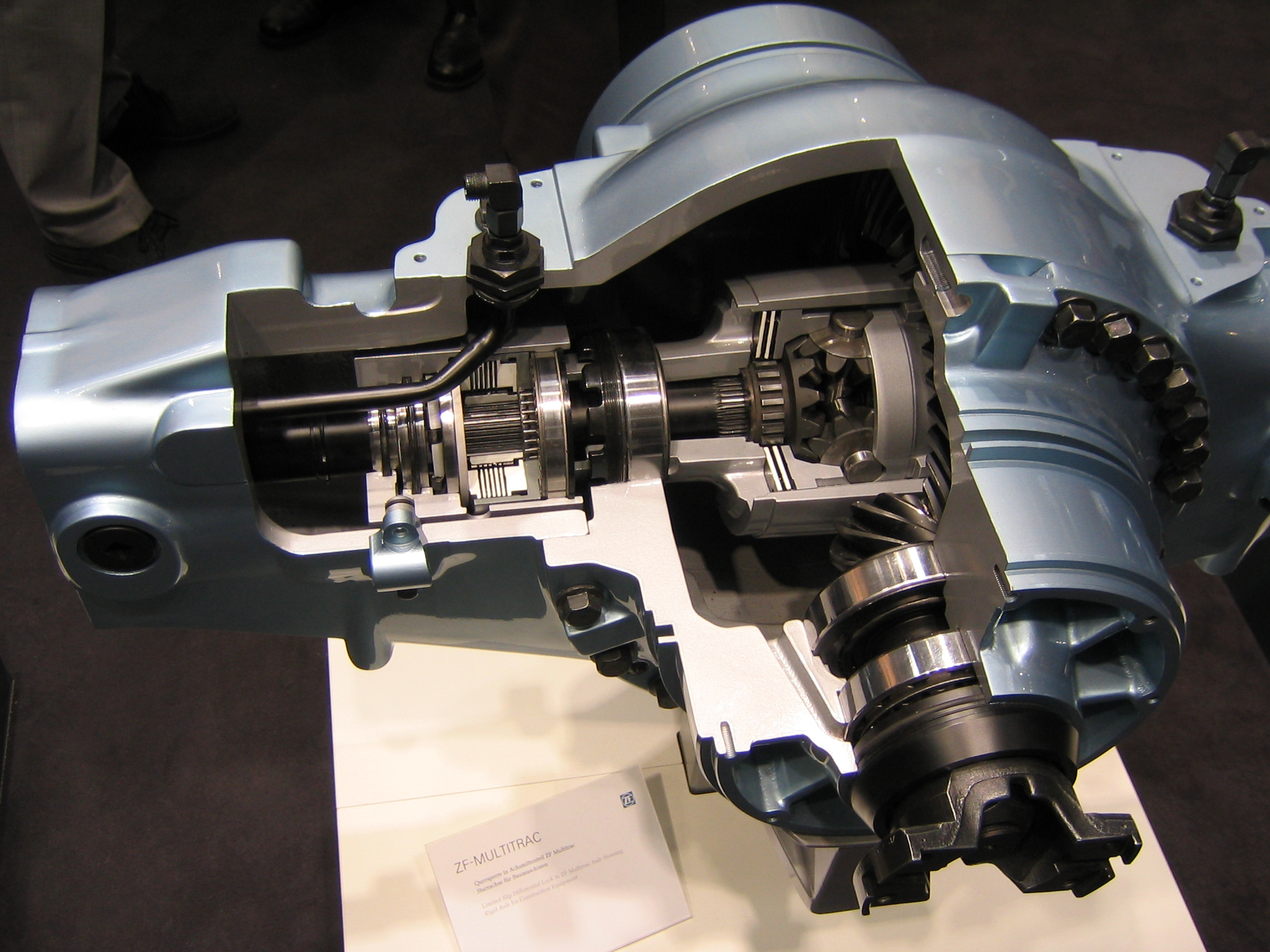
Differentialgetriebe von ZF

Die ZF Passau (früher ZF Passau GmbH) ist ein Standort der ZF Friedrichshafen und der Führungsstandort der Division Industrietechnik.
Bei ZF Passau sind rund 4.000 Mitarbeiter in den Passauer Stadtteilen Grubweg und Patriching beschäftigt. Das Unternehmen ist somit nach BMW der zweitgrößte Industriebetrieb Niederbayerns. Standortleiter und Leiter der von Passau aus gelenkten Division Industrietechnik ist Andreas Moser.

## Division Industrietechnik
In der Division Industrietechnik bündelt ZF seine Aktivitäten für Anwendungen „abseits der Straße“. Dazu zählen die Entwicklung und Produktion von Getrieben sowie Achsen für Land- und Baumaschinen ebenso wie die Antriebstechnik für Stapler, Schienen- und Sonderfahrzeuge. Die Division verantwortet auch das weltweite Geschäft in der Marine-Antriebstechnik sowie die Entwicklung und Produktion von Getrieben für Windkraftanlagen und Industrieantrieben. Ebenfalls zum Portfolio der Division zählen Prüfsysteme für die verschiedensten Anwendungen in der Antriebs- und Fahrwerktechnik. Als Führungsstandort der Division ist Passau für rund 10.000 Beschäftigte an 28 Standorten weltweit verantwortlich. Nahe dem Standort Passau befindet sich das Werk Thyrnau, das zur ZF-Division E-Mobility gehört.

## Geschichte

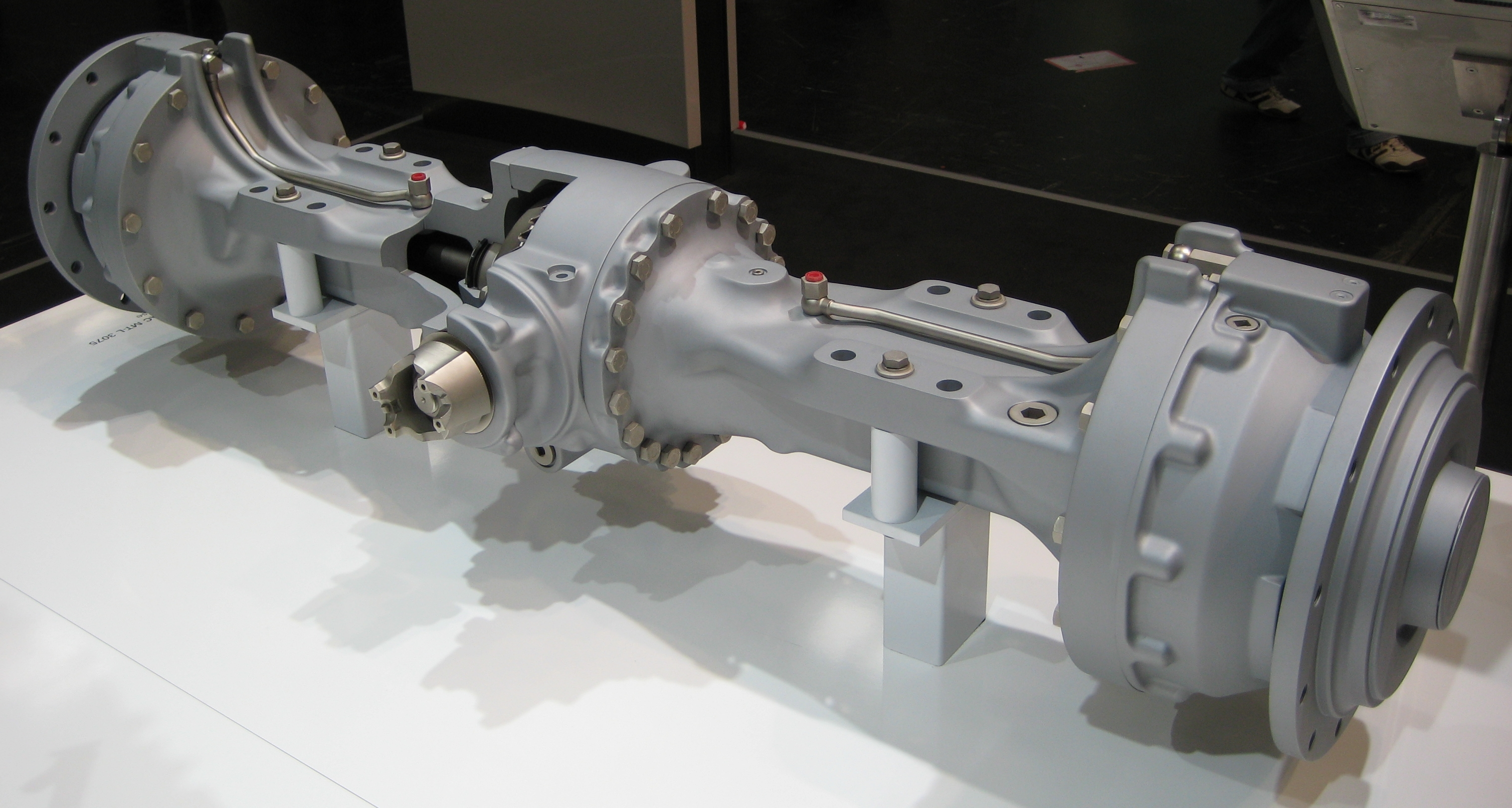
ZF Laderachse MT-L3075

Unter dem Namen "Waldwerke GmbH Passau" wurde der Standort 1943 als Zweigwerk der Zahnradfabrik Friedrichshafen (ZF) gegründet. Gefertigt wurden Panzer-Getriebe, Bunkertüren und technische Kleinteile. Der Grund für die Wahl des entlegenen Standorts am Rand Bayerns war die Lage in einer Windung des Donautals, in der die Waldwerke während des Kriegs vor Luftangriffen geschützt waren. Unter den 1200 Beschäftigten waren ab 1944 auch rund 350 dem KZ Mauthausen zugehörige Häftlinge des auf dem Betriebsgelände eingerichteten Außenkommandos KZ-Außenlager Passau II als Zwangsarbeitskräfte.
Gebäude und Maschinenpark blieben im Krieg fast vollständig erhalten. Im August 1946 wurde mit 150 Beschäftigten mit der Produktion von Triebwerken für Traktoren begonnen, 1953 ging das Werk als ZF Passau GmbH wieder an die Zahnradfabrik Friedrichshafen. 1957, mit mittlerweile 3.000 Beschäftigten, wurde das Produktspektrum um Achsen und 1966 um Getriebe für Baumaschinen erweitert, um vom Markt für landwirtschaftliche Fahrzeuge unabhängiger zu werden.
Ende der 1970er Jahre wurde der Standort an der Donau zu klein für die wachsende Produktion und es wurde ein zweites Werk im Passauer Stadtteil Patriching gebaut, das am 10. Juni 1983 in Betrieb ging. Der neu geschaffene Platz ermöglichte den Einstieg in die Produktion von Portalachsen für Niederflurbusse, die einen niedrigen Fußboden für einen stufenlosen Einstieg in Stadtbusse ermöglichte.
1985 bekam ZF in Passau vom Stammwerk in Friedrichshafen die Verantwortung für den gesamten Unternehmensbereich Arbeitsmaschinen-Antriebstechnik übertragen. Drei Jahre später wurde beschlossen, ein weiteres Werk für Pkw-Achsgetriebe zu errichten. Nach dreijähriger Bauzeit wurden in dem nahegelegenen Thyrnau 2001 die Tore geöffnet.
Seit August 2011 ist die ZF Passau GmbH durch eine Umstrukturierung in die ZF Friedrichshafen AG eingegangen.

## Zahlen und Daten (2023)

### Geschäftsfelder der Division Industrietechnik
| Geschäftsfeld                                   | Umsatz in Mio.* |
| ----------------------------------------------- | --------------- |
| Arbeitsmaschinen- und Prüfsysteme               | 1.953,1         |
| Marine & Sonder-Antriebstechnik                 | 602,8           |
| Windkraft-Antriebstechnik und Industriegetriebe | 954,4           |
| Komponenten                                     | 70,3            |

(* Umsatz konsolidiert)

## Meilensteine
- Gründung am 12. August 1946, Fertigung von Schlepper-Triebwerken in Passau/Grubweg
- 1957: Beginn der Fertigung von Achsen für Baumaschinen
- 1966: Beginn der Fertigung von Getrieben für Baumaschinen
- 1983: Eröffnung des zweiten Passauer Werks in Patriching
- 1985: Beginn der Fertigung von Kegelrädern für Pkw
- 1995: Beginn der Fertigung von Portalachsen für Niederflur-Stadtbusse
- 2001: Eröffnung des Werks für Pkw-Achsgetriebe im nahe gelegenen Thyrnau
- 2006: Beginn der Fertigung von Verteilergetrieben für Lkw
- 2011: Übernahme des belgischen Windkraftgetriebeherstellers Hansen Transmissions
- 2011: Verschmelzung der großen deutschen ZF-Gesellschaften auf die ZF Friedrichshafen AG
- 2013: Eröffnung der Wissenswerkstatt Passau und des neuen Bürogebäudes am Hauptsitz Passau-Patriching
- 2015: Im Rahmen des 100-jährigen Jubiläums des ZF-Konzerns veranstaltete der Standort Passau ein Familienfest mit 15.000 Besuchern
- 2021: ZF feiert 75-jähriges Bestehen am Standort Passau